# Pallidectomie
La pallidectomie est la destruction chirurgicale d'une partie du globus pallidus est utilisée pour traiter la maladie de Parkinson. Cette opération est irréversible et il faut parfois la renouveler si les symptômes réapparaissent. Si la pallidectomie peut améliorer les symptômes de rigidité, de bradykinésie, de tremblement et de dyskinésie, elle peut aussi entraîner des effets secondaires graves et définitifs, surtout si elle est pratiquée des deux côtés du cerveau. Cette technique n'est quasiment plus employée en France en raison des possibles effets secondaires associés.